# Стайня

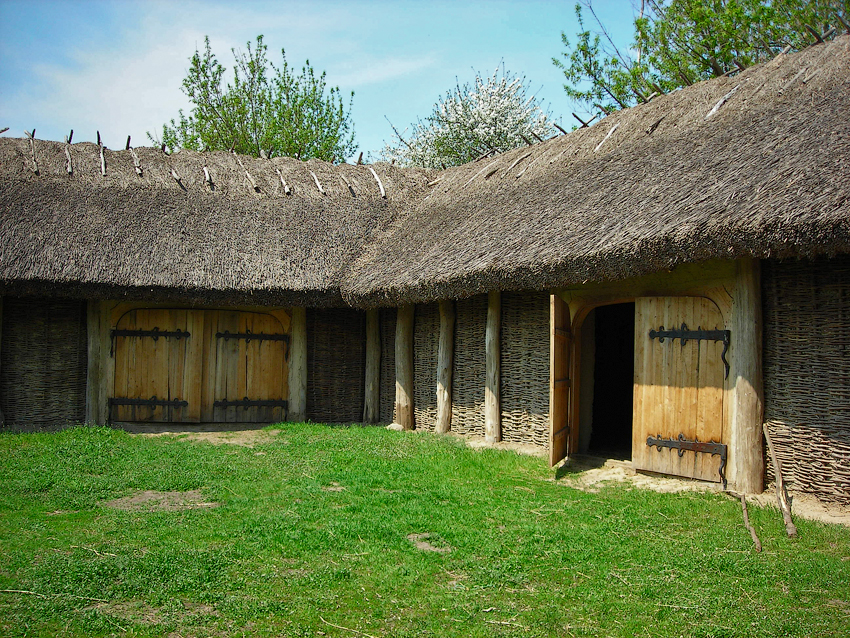
Стайні з плетеними стінами й стріхою. Музей «Козацькі землі України»

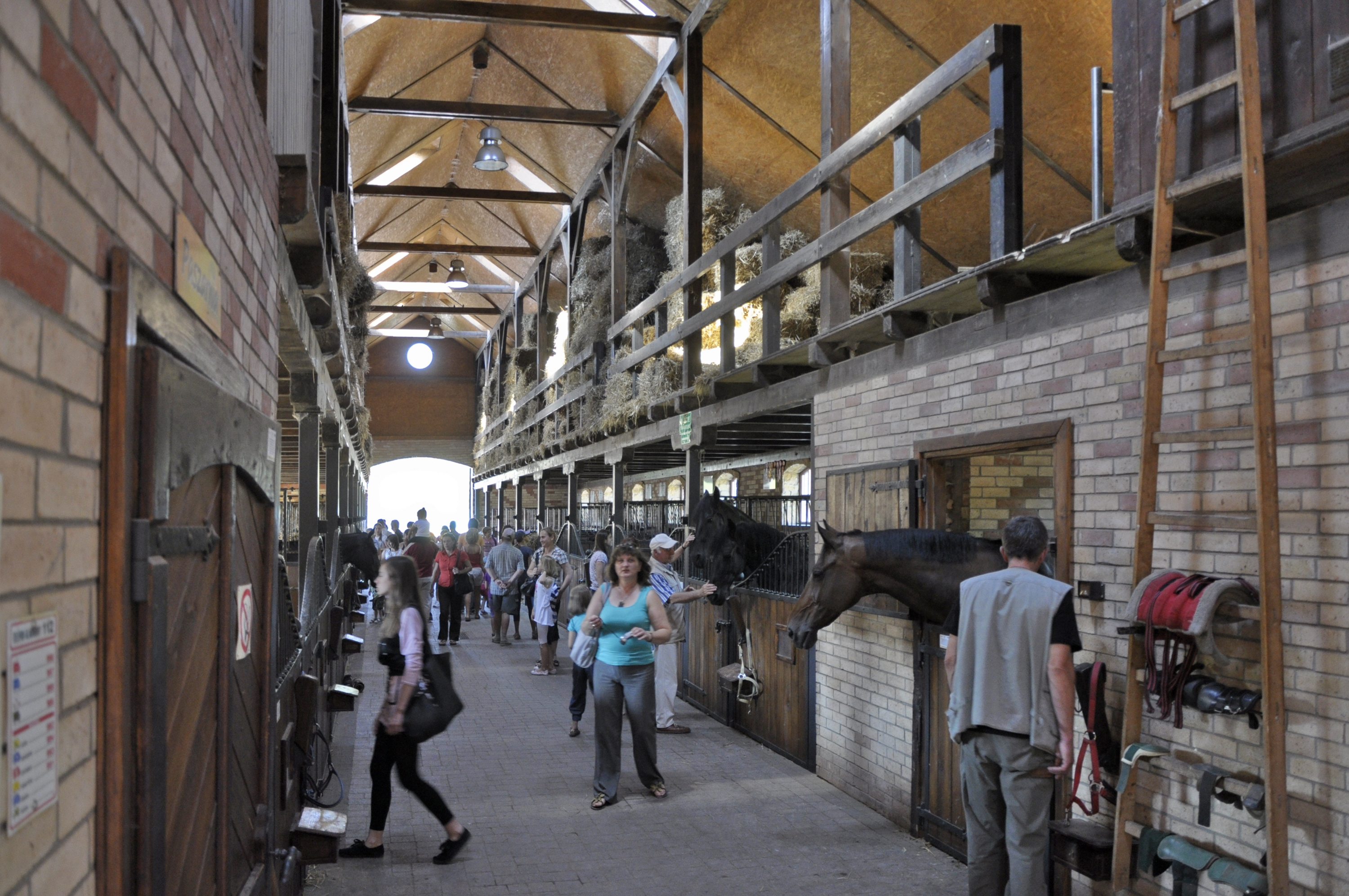
Сучасна стайня парку села Балтув, Польща

Ста́йня або конюшня — приміщення для утримування коней. Колись стайнями називали приміщення для домашньої худоби взагалі, хліви.

## У культурі України
Культ коня існував у предків слов'ян і українців. Зокрема, вершниками були язичницький бог громовиці і блискавки Перун та християнський святий Юрій-Георгій. У легенді про Віщого Олега, кінь як священна істота міг принести і успіх, і смерть. Іноді він супроводжував свого господаря в потойбічний світ. У козацькій культурі особливе ставлення до коня оспівано в українському фольклорі. В багатьох козацьких піснях, думах, переказах кінь є братом та бойовим товаришем козака.
Починаючи з XVIII ст. кожний дворянський маєток (напр., Маєток Стецьких) в Україні мав стайню, а деякі навіть манежі та іподроми.

## Стайні на землях України

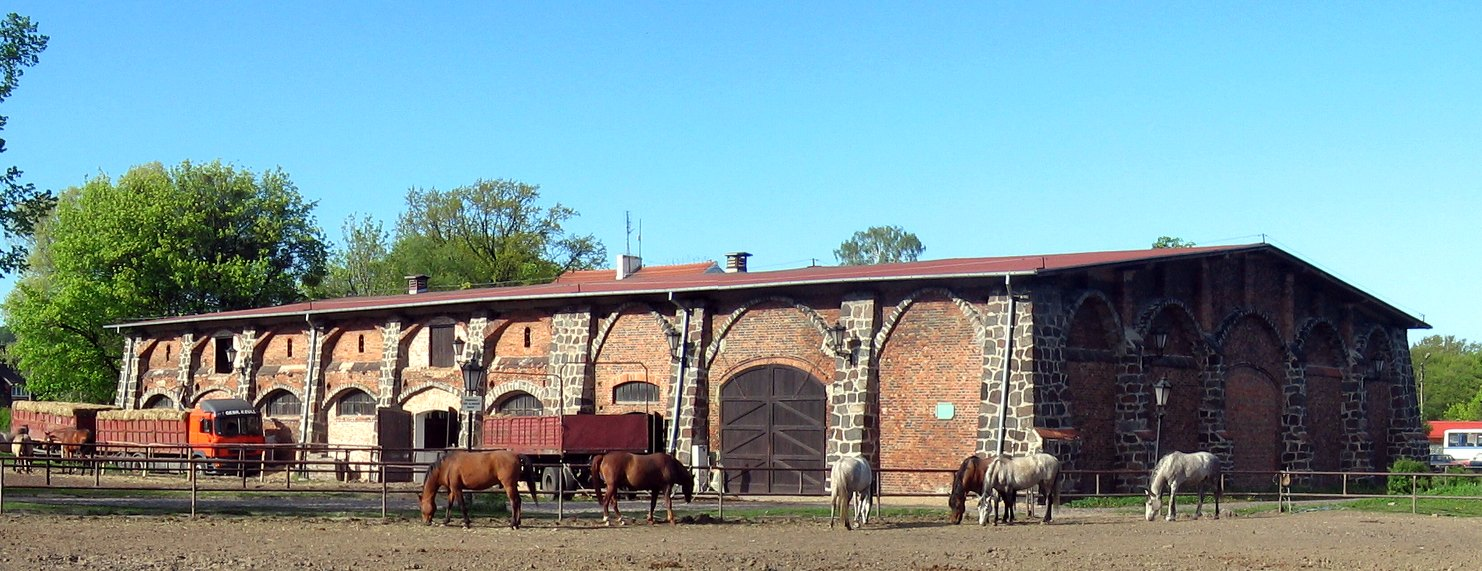
Стайні в Колібках, районі Гдині

На Прикарпатті звалися стайнями, подекуди на Поліссі — одринями, у Карпатах — кошарами. Будували хліви з тих же матеріалів, що й хати. На Півдні України їх приміщення були або земляні, або очеретяні. В середній смузі — майже всюди плетені з лози або хмизу, на півночі і в Карпатах — зрубні, каркасно-дильовані, складені з брусів. На Наддніпрянщині, як правило, хлів використовувався для худоби, а стайня для волів та коней.

## Відомі історичні стайні

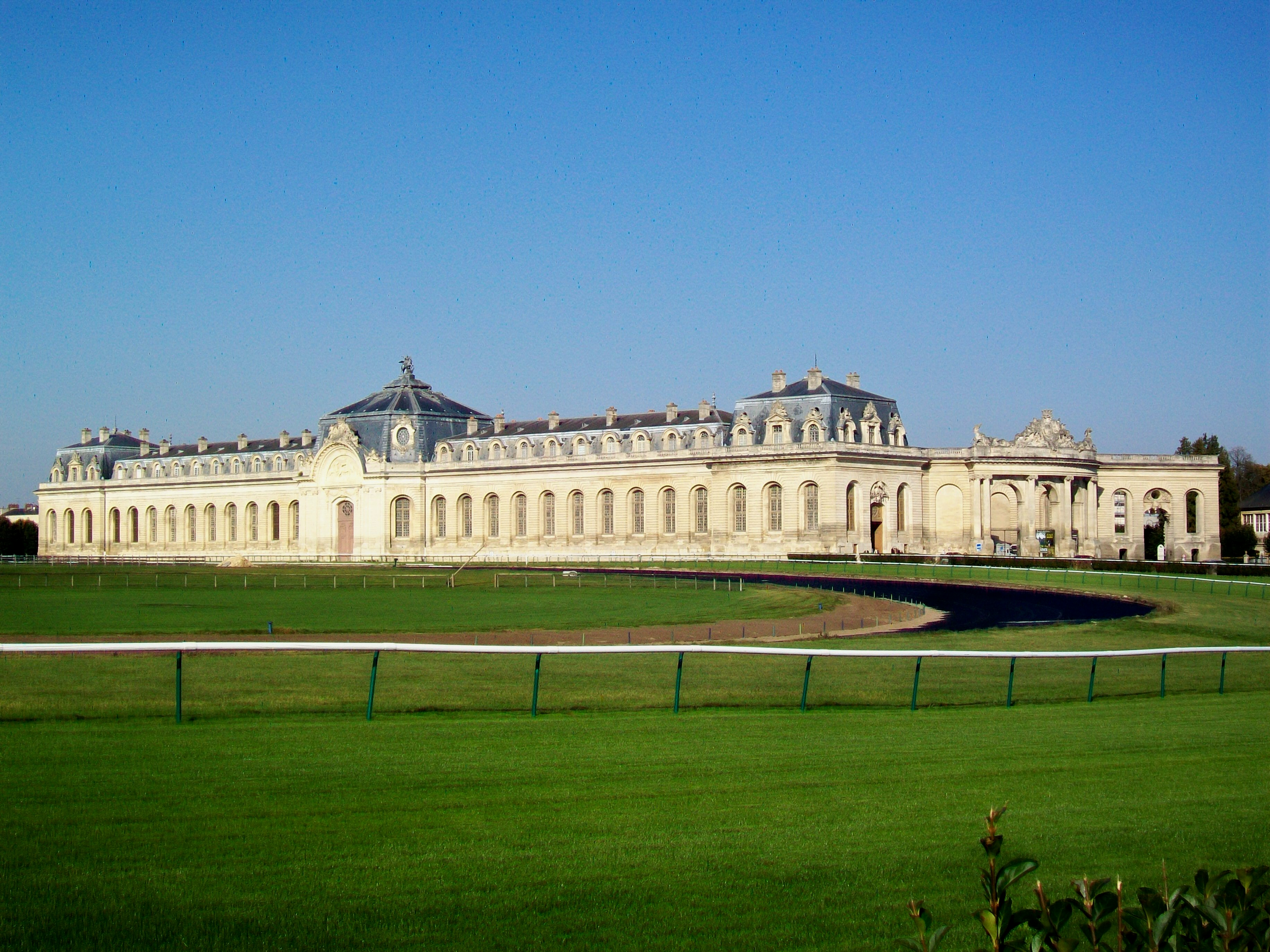
Великі стайні в Шантійї, Франція.

- Серед найдавніших стаєнь — стайні, відкриті археологами в місті Мегіддо (територія сучасного Ізраїлю), що належали царю Ахава і датовані 9 століттям до н. е.
- Великі стайні в Шантійї, Франція, на відстані 40 км від Парижа. Створені на замовлення принца Конде, котрий вважав, що сам перетвориться на коня. Стайні вибудували в стилі класицизм за проектом архітектора Буало в 1719—1740 роках. Стайні належать Інституту Франції та викристовуються і як музей кінного спорту, і як реальні стайні з живими конями.
- Стайні в Гайд-парку міста Лондон (Hyde Park Stables) на Роттен-Роу, що стали історичним місцем британської столиці.
- Таврійський палац, Санкт-Петербург. Первісно належав князю Григорію Потьомкіну, але згодом був проданий в державну скарбницю. Ворожі стосунки між Катериною ІІ та її сином Павлом відбилися і на долі Таврійського палацу. По смерті Катерини ІІ син Павло, що став російським імператором попри її волю, помстився палацу тим, що передав його Кінногвардійському полку під нові стайні.

## Стайні в різних стилях
Стайні будували з усіх відомих будівельних матеріалів. Найпростіші робили з плетеного хмизу, або з хмизу, обмазаного глиною чи деревини. Пізніше почали використовувати фахверк, цеглу, камінь, бетон і навіть сталь.
Стайня могла мати приміщення на одну-дві тварини або на декілька десятків. Великі стайні з'являються в садибах аристократів чи вельможних осіб. Вони мали приміщення для коней, приміщення для фуражу та сіна і житла для конюхів. Володарі великих маєтків будували стайні в різних історичних стилях, дрібні господарі будували функціональні приміщення без дотримання якоїсь стилістики.

## Галерея

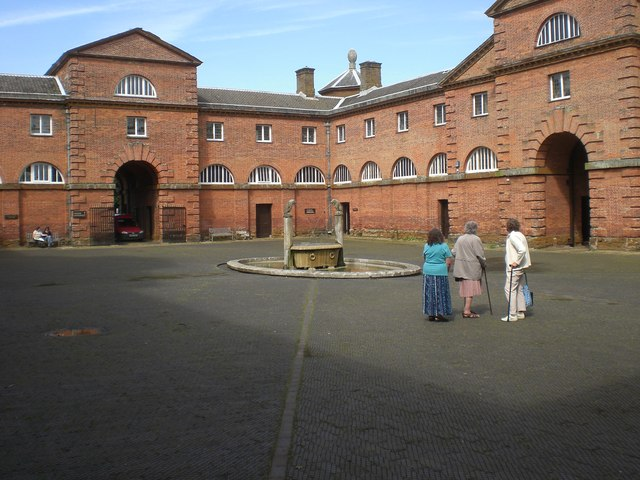
Палацові стайні в Гоутон-холл, Британія, англійське палладіанство
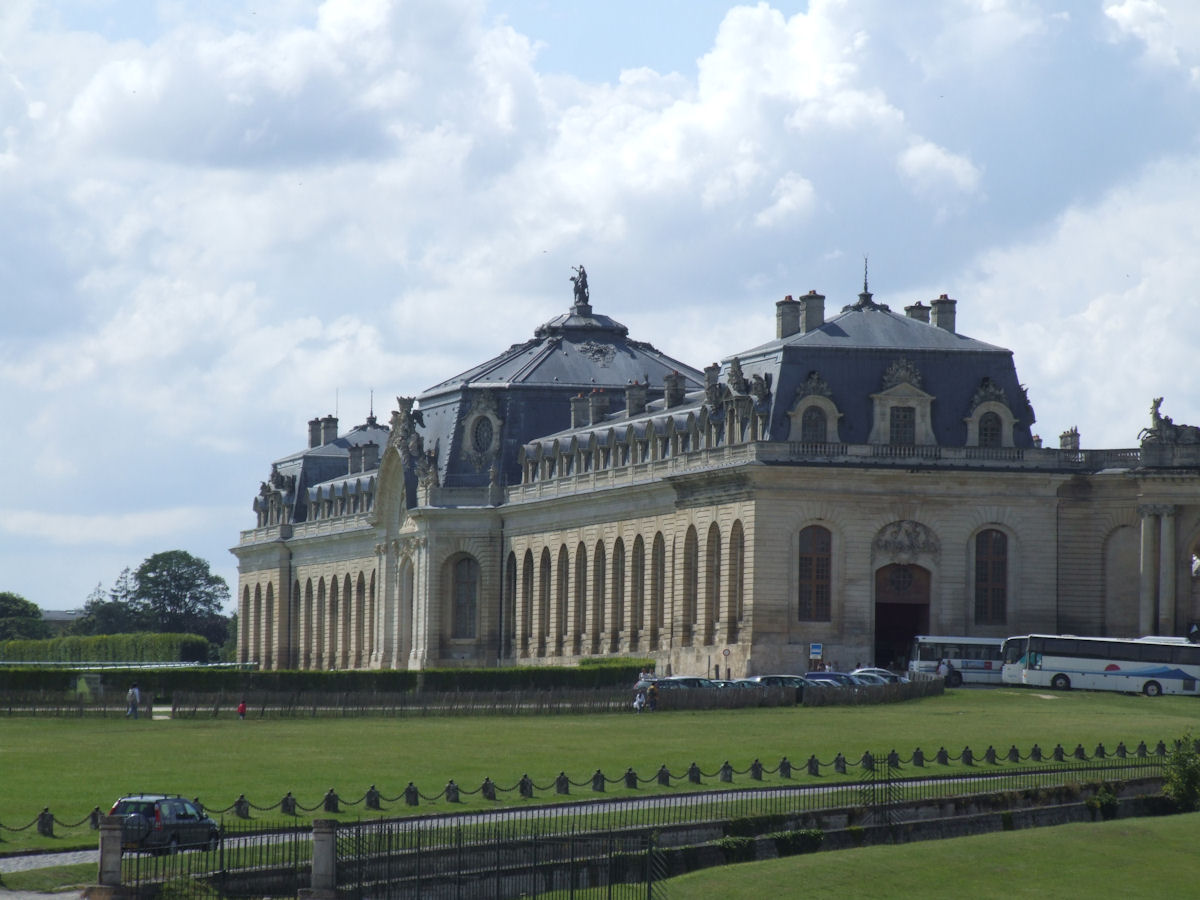
Великі стайні в Шантійї, Франція, французький класицизм.
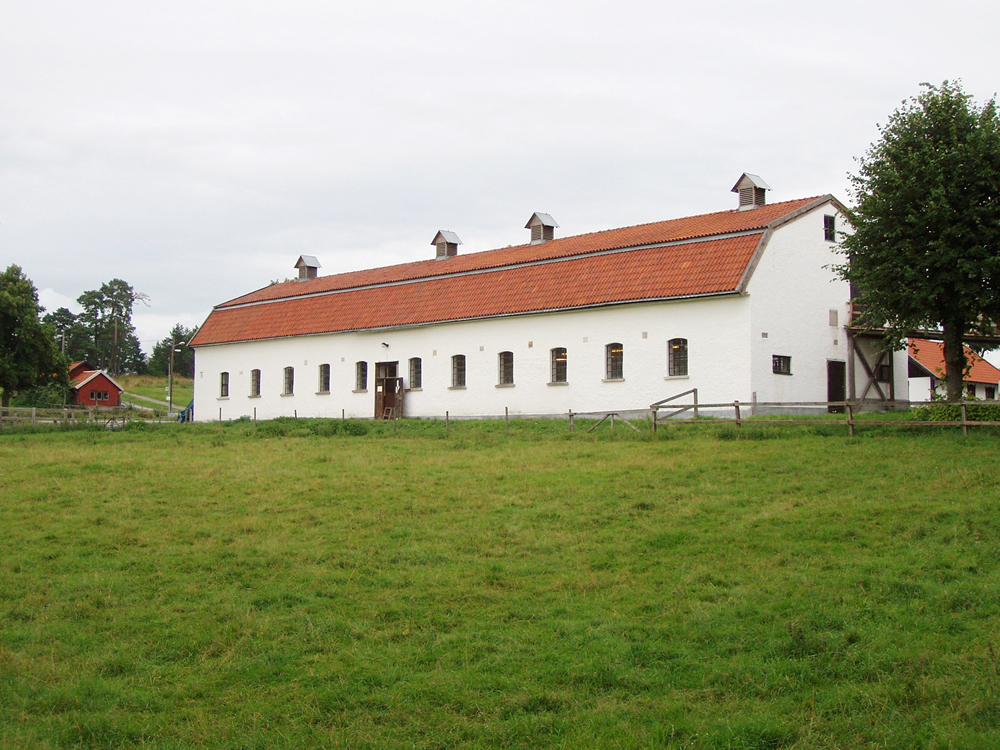
ферма Елфвік, Швеція, типова для доби стайня 1802 року побудови.
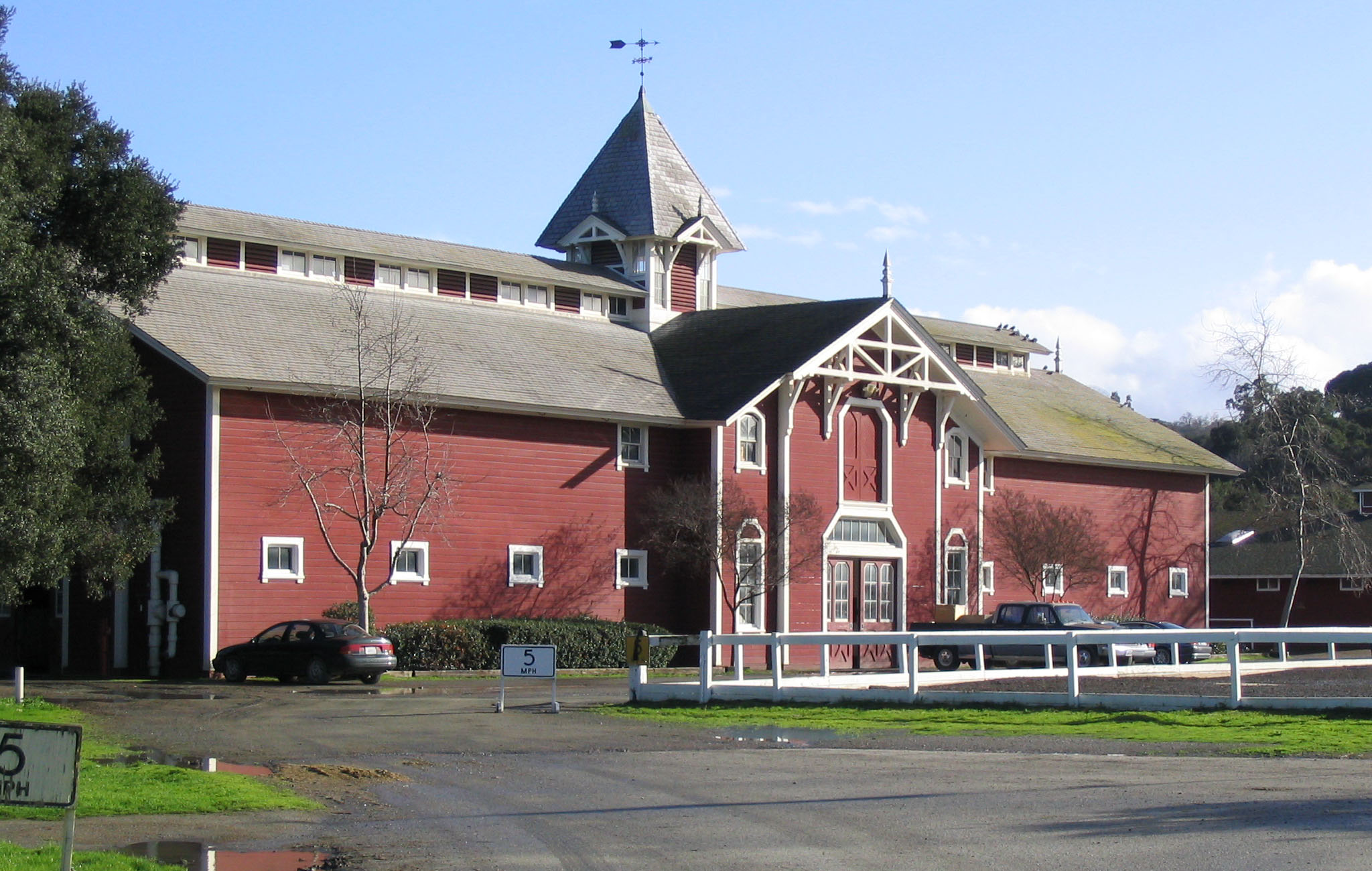
Червоні стайні, Стенфордський університет, сецесія.
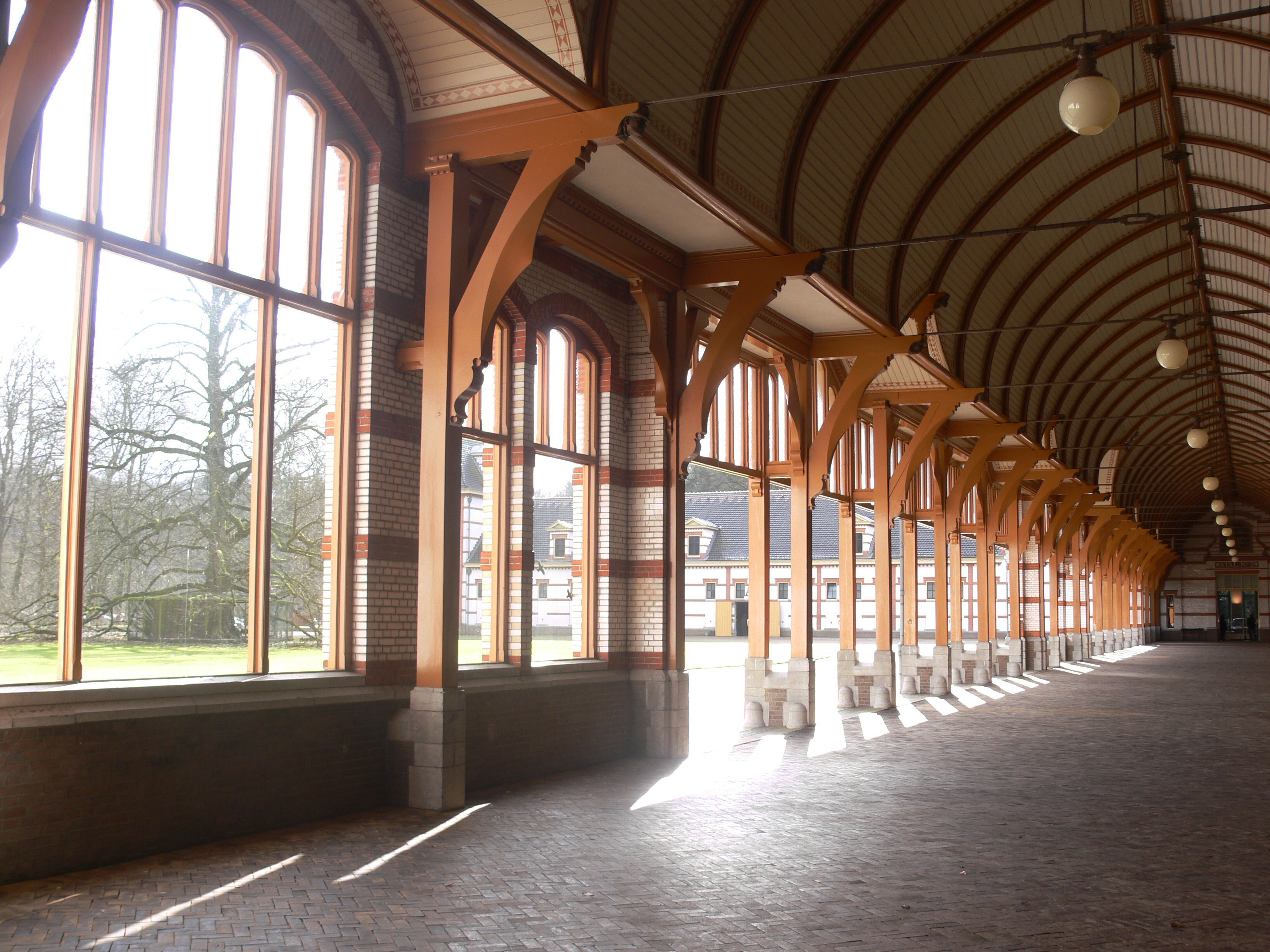
Хет Лоо, Нідерланди. Палацові стайні в стилі сецесія, інтер'єр.